# Saul Perlmutter
Saul Perlmutter (Champaign-Urbana, Illinois, 22 september 1959) is een Amerikaans astrofysicus. Samen met Brian Schmidt en Adam Riess won hij in 2011 de Nobelprijs voor de Natuurkunde voor het bewijzen dat het heelal steeds sneller uitdijt.

## Biografie
Perlmutter werd geboren in een joods academisch gezin. Zijn vader was emeritus hoogleraar chemische en biomoleculaire technologie aan de Universiteit van Pennsylvania terwijl zijn moeder emeritus hoogleraar was aan de Temple University's School van sociale administratie. Perlmutter groeide op in Philadelphia, waar hij de Germantown Friends School bezocht.
Vervolgens studeerde hij natuurkunde aan de Harvard-universiteit (bachelor magna cum laude in 1981) en de universiteit van Californië - Berkeley, waar hij in 1986 promoveerde in de astrofysica. Zijn proefschrift getiteld "An Astrometric Search for a Stellar Companion to the Sun" beschreef de ontwikkeling en het gebruik van een automatische telescoop om Nemesis-sterren te zoeken onder Richard A. Muller.

## Werk
De Amerikaanse astronoom Edwin Hubble was de eerste die zich realiseerde dat het heelal sinds de oerknal aan het uitdijen is. Tot eind jaren 1990 was de heersende opvatting binnen de astrofysica dat deze uitdijing steeds langzamer moest gaan omdat alle sterrenstelsels door hun onderlinge zwaartekracht elkaar aantrekken.
Om te bepalen hoe snel het heelal uitdijt, nam Perlmutter in 1988 als net gepromoveerde postdoc bij het Lawrence Berkeley National Laboratory deel aan het in dat jaar opgerichte Supernova Cosmology Project (SCP). Al snel kreeg hij de leiding over dit project. Bewijs van de expansie van universum was gebaseerd op supernova's van het Type Ia. Deze ontstaat als een witte dwerg dubbelster explodeert en daarbij zijn begeleidende ster naar zich toetrekt. Aan de hand van de helderheid en roodverschuiving kunnen astronomen zowel de afstand als de snelheid van deze supernova's uitrekenen en derhalve als maatstaf is te gebruiken voor de diepte van het heelal.
Groot was Perlmutters verbazing toen op basis van de gemeten resultaten bleek dat het heelal versneld bleek uit te dijen. Dit resultaat werd bevestigd door het High-Z Supernova Search Team, onder leiding van Brian Schmidt (waarvan Adam Riess ook deel van uitmaakt). Deze ontdekking leidde tot de theorie dat de versnelde uitdijing wordt veroorzaakt door de aanwezigheid van donkere energie.
Naast zijn werk aan het Lawrence Berkeley National Laboratory is hij hoogleraar aan de Universiteit van Californië te Berkeley. Hij is lid van de American Academy of Arts and Sciences en de National Academy of Sciences en in 2003 werd hij verkozen als Fellow in de American Association for the Advancement of Science. In 2006 deelde hij The Shaw Prize en in 2011 de Nobelprijs voor de Natuurkunde met Schmidt en Riess.